# Isoperla bithynica
Isoperla bithynica är en bäcksländeart som först beskrevs av Kempny 1908.  Isoperla bithynica ingår i släktet Isoperla och familjen rovbäcksländor. Inga underarter finns listade i Catalogue of Life.